# Plan local de redynamisation
Pour les articles homonymes, voir PLR.
 (janvier 2015).
Si vous disposez d'ouvrages ou d'articles de référence ou si vous connaissez des sites web de qualité traitant du thème abordé ici, merci de compléter l'article en donnant les références utiles à sa vérifiabilité et en les liant à la section « Notes et références ».
Le plan local de redynamisation est une politique publique qui vise à impulser un dynamisme économique dans les territoires français qui subissent un retrait de l'armée française ou une réduction forte des effectifs militaires en stationnement. 

## Genèse
Les PLR trouvent leur origine dans une vaste réforme de la politique de défense française qui débute en 2008. Cette réforme vise à une nouvelle répartition des unités de l'armée sur le sol français, et entraîne logiquement la fermeture de certains sites (casernes, bases aériennes, ...).
Or, l'économie locale de certaines territoires français dépendaient fortement de la présence de militaires. Le risque que cette nouvelle répartition détruise des emplois et appauvrisse les économies locales a mené le gouvernement à réfléchir des plans de redynamisation pour les territoires touchés.
Le président Nicolas Sarkozy et le premier ministre François Fillon ont ainsi confié à la DATAR et à la délégation à l'accompagnement des restructurations (DAR) la responsabilité de la politique d’accompagnement territoriale du redéploiement des armées à travers le territoire.

## Modalités
Le PLR a pour but d’impulser un nouveau dynamisme économique sur les espaces touchés par les restructurations. Les PLR sont créés en même temps que les CRSD (contrats de redynamisation des sites de défense) et suivent des démarches analogues. Ces dispositifs sont des contrats ou des plans signés pour une durée de 3 ans et qui sont reconductibles une fois par avenant de deux ans.
Contrairement au CRSD, qui s’appliquent sur un périmètre réduit autour des sites fermés, un PLR intervient à une échelle large allant jusqu’au département, sous réserve que ce dernier soit particulièrement affecté par ces restructurations. Le PLR est un dispositif de type descendante où l’État met en place un cadre général pour la signature de ces plans.
Ce dispositif est ensuite repris par les acteurs locaux que sont le département et les intercommunalités ciblés par une perte d’activités militaire. Ainsi l’État, en la personne de la DAR, la délégation aux restructurations (qui dépend du ministère de la défense) applique ce seuil et cible un certain nombre de territoire éligible qui sont ensuite validés par le 1er ministre. Ensuite on crée un comité de site de défense, présidé par le préfet de département qui est chargé d’animer le partenariat avec l’échelle local (les communes, les intercommunalités, etc.), il est également chargé de piloter un diagnostic de territoire financé par l’état qui a pour but de construire un projet de PLR spécifique et mieux adapté à chaque territoire.
Ces PLR disposent donc d’un cadre législatif commun à tout mais ont une application territorialisé et spécifique à chacun d’eux. Cette politique offre une grande place à la logique de co-construction (bottom-up) et donc une grande marge de manœuvre aux acteurs locaux qui décident eux-mêmes de l’orientation que va prendre ce dispositif sur leurs territoires et qui offre ainsi une réponse plus adapté aux spécificités territoriales.
Ce dispositif représente donc pour les territoires touchés par ces restructurations, une source de financement intéressante dans leurs processus de développement territorial et de redynamisation économique.
Ces financements peuvent se répartir selon différents axes définis dans chacun des PLR par les instances locales et ils peuvent se regrouper en trois axes principaux: 
- La réhabilitation de l'emprise foncière des infrastructures militaires;
- La création d'emplois;
- Créer ou recréer un dynamisme économique sur ces territoires.